# 고망고
고망고(GOMANGO)는 대한민국의 프렌차이즈 기업이며, 디저트 망고 전문점이다.
소재지는 서울특별시 강남구 논현로 529, 6층에 위치하고 있으며, 상호는 ㈜프로젝트비의 운영하고 있다.
생과일 전문 전문점 쥬씨에 이어, 2021년에 브랜드를 런칭하였다. 

## 지역별 점포 목록
2025년 현재 기준으로 삼는다.
서울특별시
- 중구 (숭례문점 · DDP점), 종로구(광장시장점 · 종로2가점), 마포구(망원점 · 대흥역점 · 상암점 · 홍대입구점), 서대문구(홍제점 · 신촌기차역점), 동대문구(전농점 · 경희대점), 광진구(건대1호점 · 건대중문점), 노원구(공릉점 · 광운대점 · 중계은행사거리점) 강서구(강서구청사거리점 · 마곡점), 양천구(양천구청점), 구로구(동양미래대점), 금천구(가산디지털점), 영등포구(여의도KBS본점), 성동구(서울숲점)

인천광역시
- 미추홀구(앨리웨이인천점 · 인하대점 · 주안역점), 서구(인천검단점 · 청라커낼점 · 루원시티점 · 인천신현점), 남동구(인천서창점), 부평구(인천부평구청점)

경기도
- 부천시(부천옥길점 · 부천상동점 · 부천역점), 김포시(김포구래점 · 김포장기점), 의정부시(의정부로데오점), 화성시(화성향남점), 시흥시(시흥은계점), 용인시(보정동카페거리점), 양주시(옥정중앙역점), 광명시(AK플라자광명점), 의정부시(의정부민락점)

강원특별자치도
- 원주시(원주무실점), 춘천시(춘천명동점)

충청 지방
- 충청북도(청주율량점), 충청남도(천안신불당점 · 천안백석점)

호남 지방
- 광주광역시(광주수완점 · 광주신창점 · 광주충장로점 · 광주월계점 · 광주소촌동점 · 광주문흥점 · 광주일곡점 · 광주월계초등학교점 · 광주하남점 · 광주수완성덕점 · 광주풍암점 · 광주동명점 · 광주양산점), 전북특별자치도(전주역점), 전라남도(순천오천동점)

영남 지방
- 부산광역시(광안점 · 남포점 · 해운대비치점 · 사상괘법점 · 부산화명점 · 부산사직점 · 부산시청점 · 롯데월드부산점), 대구광역시(동성로점 · 대구동아쇼핑점 · 홈플러스칠곡점), 경상북도(왜관점 · 경주황리단길점), 경상남도(김해율하점 · 창원상남점 · 남양산점)